# John C. Bailar Jr.
John Christian Bailar Jr. (Golden, 27 maggio 1904 – Urbana, 17 ottobre 1991) è stato un chimico statunitense. È considerato il padre della chimica di coordinazione negli Stati Uniti.

## Vita
John C. Bailar Jr. nacque a Golden (Colorado), figlio di un professore di chimica. Fin da ragazzo aiutò suo padre in laboratorio. Nel 1921 si iscrisse all'Università del Colorado a Boulder laureandosi nel 1925 con la tesi Nitrogen tetrasulfide and nitrogen selenide: preparation, molecular weight, and some properties sotto la guida di Horace B. Van Valkenburgh (1883-1961). Si trasferì quindi all'Università del Michigan dove conseguì il PhD lavorando presso il chimico organico Moses Gomberg. Nel 1928 entrò come istruttore nell'Università dell'Illinois - Urbana-Champaign, dove rimase tutta la vita, passando ad assistente (1935), associato (1939) e professore (1943). Nel 1931 sposò Florence Leota Catherwood, con la quale ebbe due figli: John Christian Bailar III (1932-2016), professore di statistica all'Università di Chicago, e Benjamin Franklin Bailar (1934-2017), direttore generale delle poste degli Stati Uniti d'America. Dopo la morte di Florence, avvenuta nel 1975, Bailar sposò Katharine Reade Ross. Nel 1972 andò in pensione ma continuò a condurre ricerche all'università come professore emerito fino alla morte, avvenuta per un improvviso attacco cardiaco.

## Contributi
Formatosi inizialmente come chimico organico, Bailar fu rapidamente attratto dalla chimica inorganica e dai composti di coordinazione. Il suo articolo del 1934 sull'inversione di Walden in un complesso di cobalto è considerato fondamentale per la rinascita della chimica inorganica negli Stati Uniti, dove questo campo di ricerca era scarsamente studiato in quegli anni.
Gli argomenti maggiormente approfonditi da Bailar furono: meccanismi di reazione dei complessi sia in soluzione che allo stato solido, idrogenazione catalitica di grassi polinsaturi con complessi fosfinici, sintesi di nuovi polimeri di coordinazione. Il suo lavoro di ricerca è documentato da più di 200 articoli su riviste scientifiche. Contribuì inoltre a fondare la rivista accademica Inorganic Chemistry e la collana editoriale Inorganic Syntheses.

## Riconoscimenti
Bailar ricevette vari premi e riconoscimenti, tra i quali:
- 1961 - ACS Award in Chemical Education
- 1964 - Medaglia Priestley